# Maxi 45 tours
Ne doit pas être confondu avec un EP.
Pour les articles homonymes, voir Maxi.

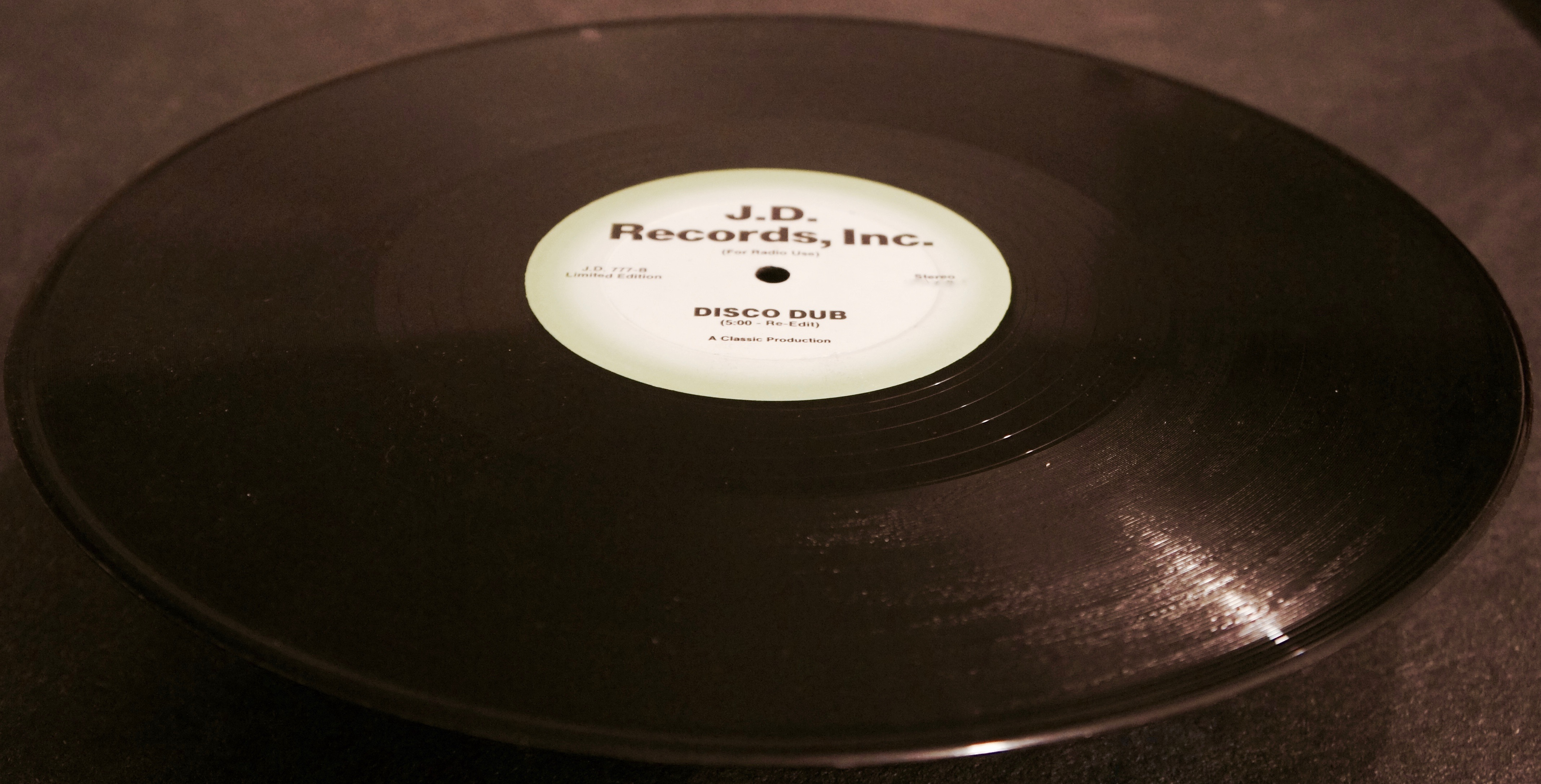
Un maxi 45 tours en édition limitée.

Le maxi 45 tours, abrégé maxi (en anglais : 12" maxi-single), est un format de disque vinyle destiné à l'origine aux disc-jockeys.

## Origines
Le maxi 45 tours est né avec l'avènement du disco dans les années 1970. Il contient généralement un titre par face, comme les 45 tours, mais dans un format de 30 centimètres.
Son succès est le fruit du hasard et son invention, bien que technique, est anecdotique : Tom Moulton, producteur et arrangeur, se rend chaque semaine au studio Media Sound pour finaliser et graver des morceaux, chansons, et arrangements personnels sur vinyle. À l'occasion d'une de ses visites, le studio est momentanément en rupture de stock de supports vierges pour 45 tours. Comme il tient absolument à tester une chanson le soir même, il demande à l'ingénieur du son en place de réaliser la gravure sur un support grand format, celui dont on se sert exclusivement pour la réalisation d'albums (33 tours).
Le résultat se révèle inhabituel : le sillon ne couvre qu'une petite partie du vinyle en raison de sa durée, et laisse donc apparaître une grande surface vide. Moulton demande alors s'il est possible d'espacer le sillon de manière que le disque retrouve l'apparence d'un vinyle gravé sur toute sa surface. L'ingénieur émet l'hypothèse d'une technique réalisable qui consisterait à monter drastiquement les niveaux sonores. Ce procédé entraînerait mécaniquement la machine à graver plus profondément le sillon dans le vinyle, apportant ainsi une meilleure stabilité à l'aiguille et limitant les sauts lors de la lecture du disque. Cela aurait également pour conséquence une augmentation significative de la dynamique, se traduisant par un écart de niveau important entre les sons les plus forts et les sons les plus faibles, apportant une amélioration sonore jusque-là non atteinte, enrichissant de manière puissante et détaillée la chanson. C'est « l'accident » qui donne naissance au maxi 45 tours.

## Évolution

### Années 1970

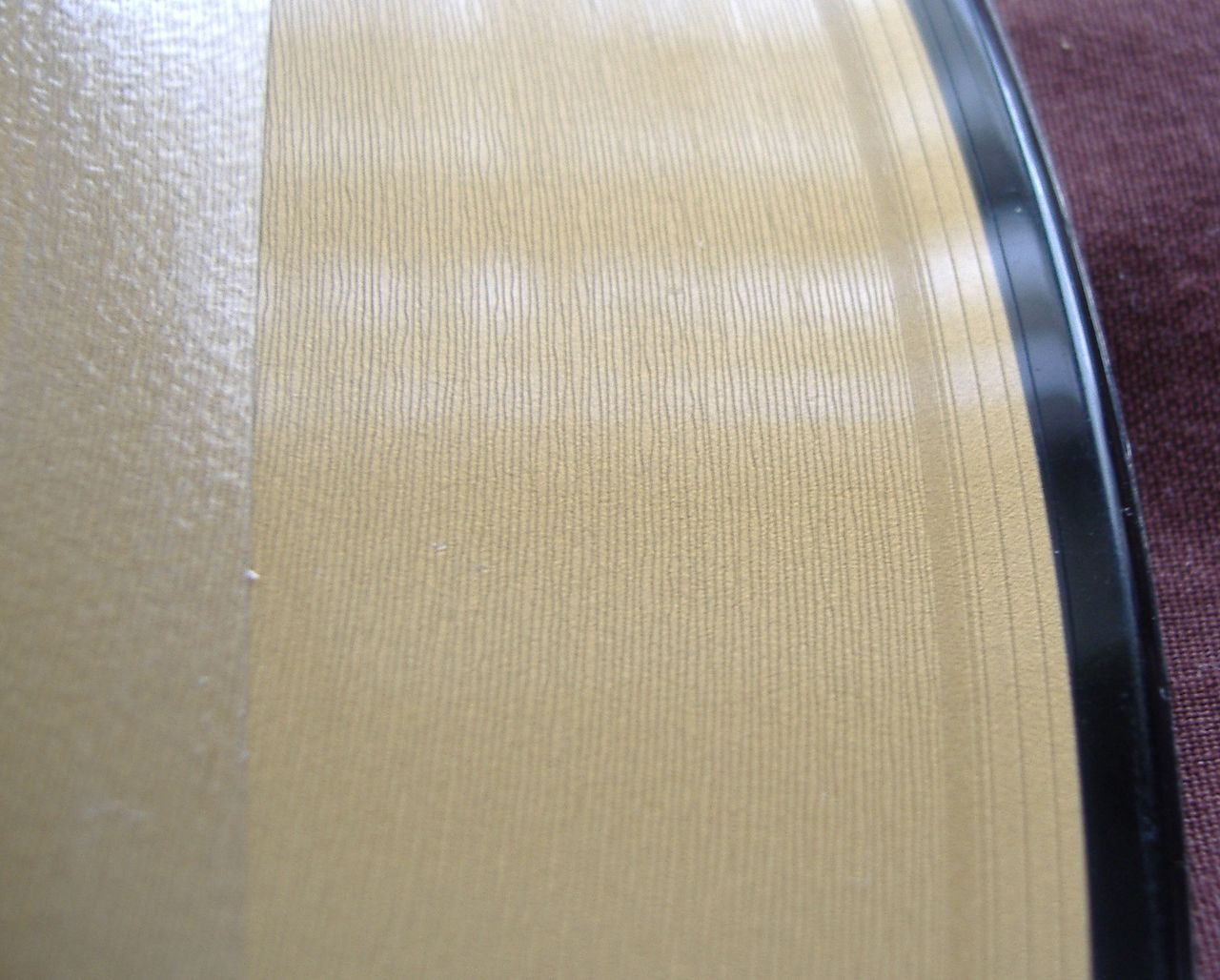
Vue du sillon sur une gravure vinyle en maxi 45 tours

Ces qualité et puissance sonores sans précédent s'obtiennent donc en utilisant un vinyle vierge grand format, sur lequel on appose un titre par face, gravé en 45 tours. Un compromis entre l'écart du sillon et la surface physique restante permet d'étendre les morceaux et chansons en « versions longues », remixes ou inédits, diffusés par l'intermédiaire des DJ en clubs et discothèques comme alternative aux versions originales qui passent à la radio.
Ces versions comportent des parties instrumentales supplémentaires, des allongements du pont, des « jam », ou peuvent être aussi l'objet d'une réinterprétation totale du morceau original — on parle alors de « remix ». De manière générale, ll n'y a pas de règles à la création d'une version longue, le but étant de maintenir le plus longuement possible les sensations ressenties sur une piste de danse par le travail de la structure du morceau, donnant ainsi l'impression d'un moment musical sans fin.
Le format maxi devient rapidement le support incontournable des productions disco et par la même occasion, celui de chansons à succès. Le premier dit « maxi 45 tours » officiellement commercialisé est une version remixée et rallongée de Ten Per Cent du groupe Double Exposure sorti sur le label Salsoul en 1976. En France, il est introduit par le titre Rockollection de Laurent Voulzy l'année suivante.
Toutefois, des versions longues avaient déjà été publiées avant l'apparition du maxi 45 tours. C'est le cas de Love To Love You Baby produit par Giorgio Moroder, interprété par Donna Summer, sorti en 1975 sur l'album du même nom, qui, avec une durée avoisinant les 17 minutes, occupe une face complète du 33 tours.

### Années 1980
Bien que l'objet soit avant tout un produit promotionnel, il survit aux années « disco » et se développe tout au long des années 1980 comme support musical des genres new wave, Italo et Hi-NRG puis dance, house, acid house ou new beat. Il est démocratisé par des titres populaires ou à fort potentiel dont les versions maxi ont pour synonyme, les « versions club ». Il est exploité au milieu de la décennie notamment par l'abondance des productions « Stock Aitken Waterman », un trio compositeur, arrangeur, à l'origine de nombreux succès de l'époque mais dont certaines productions ne sont qu'une réponse à la demande du marché. Les noms variés tiennent parfois de la métaphore : « extra muscle mix », « extended bicep mix ».
Sorti en mars 1983, le maxi 45 tours du titre Blue Monday du groupe New Order est à ce jour le plus vendu de l'histoire de l'industrie musicale,,.

### Années 1990
La production de vinyle se replie face à l'émergence et la standardisation du CD ; elle reste toutefois soutenue en petite quantité par la musique dite « indépendante », et demeure le support principal des musiques électroniques modernes comme la techno et la house.

### Années 2010
Depuis le début des années 2010, on remarque un regain du vinyle, que l'on explique en grande partie par un attrait du support physique en réaction à la dématérialisation engendrée par les fichiers musicaux. En outre, les procédés de fabrication évoluent, et de nouvelles techniques sont à l'étude.